# Le Chefresne
Le Chefresne település Franciaországban, Manche megyében. Lakosainak száma 303 fő (2018. január 1.). Le Chefresne Percy, La Colombe, Margueray, Montabot, Montbray és Percy-en-Normandie községekkel határos.

## Népesség
A település népességének változása:
| Lakosok száma | 491  | 452  | 292  | 264  | 279  | 302  | 307  | 297  | 303  | 303  |
|               | 1962 | 1968 | 1982 | 1990 | 1999 | 2008 | 2011 | 2013 | 2017 | 2018 |